# ミュータント・メッセージ
『ミュータント・メッセージ <真実の人>族の教え』（Mutant Message Down Under）とはマルロ・モーガンの作品で、当初はノンフィクションとして刊行されたが、虚偽が明らかになり、フィクションとして再刊された。現在は小説としてあつかわれている。アメリカ人である主人公がオーストラリアの先住民アボリジニの一部族「<真実の人>族」との触れ合いを通してスピリチュアルな教えを学ぶ様を描き、著者は「事実と実際の経験にもとづいて書かれた」と主張している。「高貴な野蛮人」の教えとして、ニューエイジにおいてノンフィクションとして人気を博した。しかし、アボリジニによって本書の虚偽性が明らかにされており、現在もアボリジニによる抗議活動が続いている。本書の冒頭に「ウルンジェリ部族の長老の手紙」を掲載しているが、現在これもねつ造であることがわかっている。

## あらすじ
本作の大筋は以下の通り。
アメリカ人である「わたし」はアボリジニの部族だという<真実の人>族と出会い、当初は彼らの習わしや考え方に困惑しつつも、やがて親しみ受け入れていく。
部族の秘奥に触れることも許された彼女は、<真実の人>族との触れ合いを通じて得たスピリチュアルな教えを元いた外界に持ち帰る。

## <真実の人>族
本作で実在が主張されるアボリジニの一部族。作品終盤において自ら部族の滅びを選んだ<真実の人>族が、霊的メッセージを主人公に託した旨が記される。この事はマルロ・モーガンが自身をアボリジニと称することにつながっている。

## ねつ造されたアボリジニによる推薦文
冒頭に「ウルンジェリ部族の長老の手紙」とされる推薦文が掲載されているが、アボリジニの調査でこの長老は実在しないことがわかっている。
ボリジニ系オーストラリア人のウルンジェリ部族の一員である私、バーナム・バーナムは本書「ミュータント・メッセージ」を一語ももらさず読んだことをここに宣言する。私の人生において最初から最後まで一気に読んだ本はこれが最初である。私は深い感動と興奮のうちにこれを読み終えた。これは名著であり、われわれ＜真実の人＞族が著者に寄せた信頼をみじんも裏切らない内容だ。ここに描き出されたわれわれの価値観や奥義のありように、あらためて祖先の遺産にたいする誇りを感じさせられた。

## 批判
作中の描写・内容にはその地域の風土・慣習への無知が表れており、本物のアボリジニから全く事実に基づかないものだとして批判を受けている。ネット上で批判記事「メッセージスティック」が公開されており、一部の日本語訳も閲覧出来る。
アボリジニからの抗議を受け、出版元はジャンルを「フィクション」として刊行し直した。

## 刊行書籍
- 日本語版単行本 ISBN 978-4047912281
- 日本語版文庫 ISBN 978-4-04-279701-2